# 중국 마카오 체육 올림픽 위원회
중국 마카오 체육 올림픽 위원회(포르투갈어: Comité Olímpico e Desportivo de Macau, China (CODM), 중국어: 中國澳門體育暨奧林匹克委員會)는 마카오의 국가 올림픽 위원회이다. IOC 코드는 MAC이다. 아시안 게임, 루소포니아 경기 대회를 비롯한 국제 스포츠 대회에 참가하는 마카오의 선수들을 대표한다.
포르투갈의 식민지 시절이던 1987년에 설립되었다. 마카오는 1999년을 기해 중국에 반환되면서 중국의 특별 행정구가 되었지만 마카오의 헌법 역할을 하는 《마카오 특별행정구 기본법》에서는 마카오가 국가만으로 제한되지 않은 국제 기구에 참여할 수 있음을 명시하고 있다. 이에 따라 마카오는 국제 스포츠 대회에서 "마카오 차이나"(Macau, China)라는 이름으로 참가한다.
1989년 아시아 올림픽 평의회(OCA)에 가입했지만 국제 올림픽 위원회(IOC)에 가입하지 않았기 때문에 올림픽에 참가할 수 없다. 1996년에 개정된 올림픽 헌장에서는 국제 사회에서 인정받는 독립 국가만 IOC에 가입할 수 있다고 명시되어 있기 때문이다. 2008년 9월 10일부터 마카오 올림픽 위원회(포르투갈어: Comité Olímpico de Macau (COM), 중국어: 澳門奧林匹克委員會) 대신에 마카오 체육 올림픽 위원회라는 명칭을 쓰기 시작했다.

## 같이 보기
- 중국 올림픽 위원회
- 중화 타이베이 올림픽 위원회